# Dmitrij Pożarski

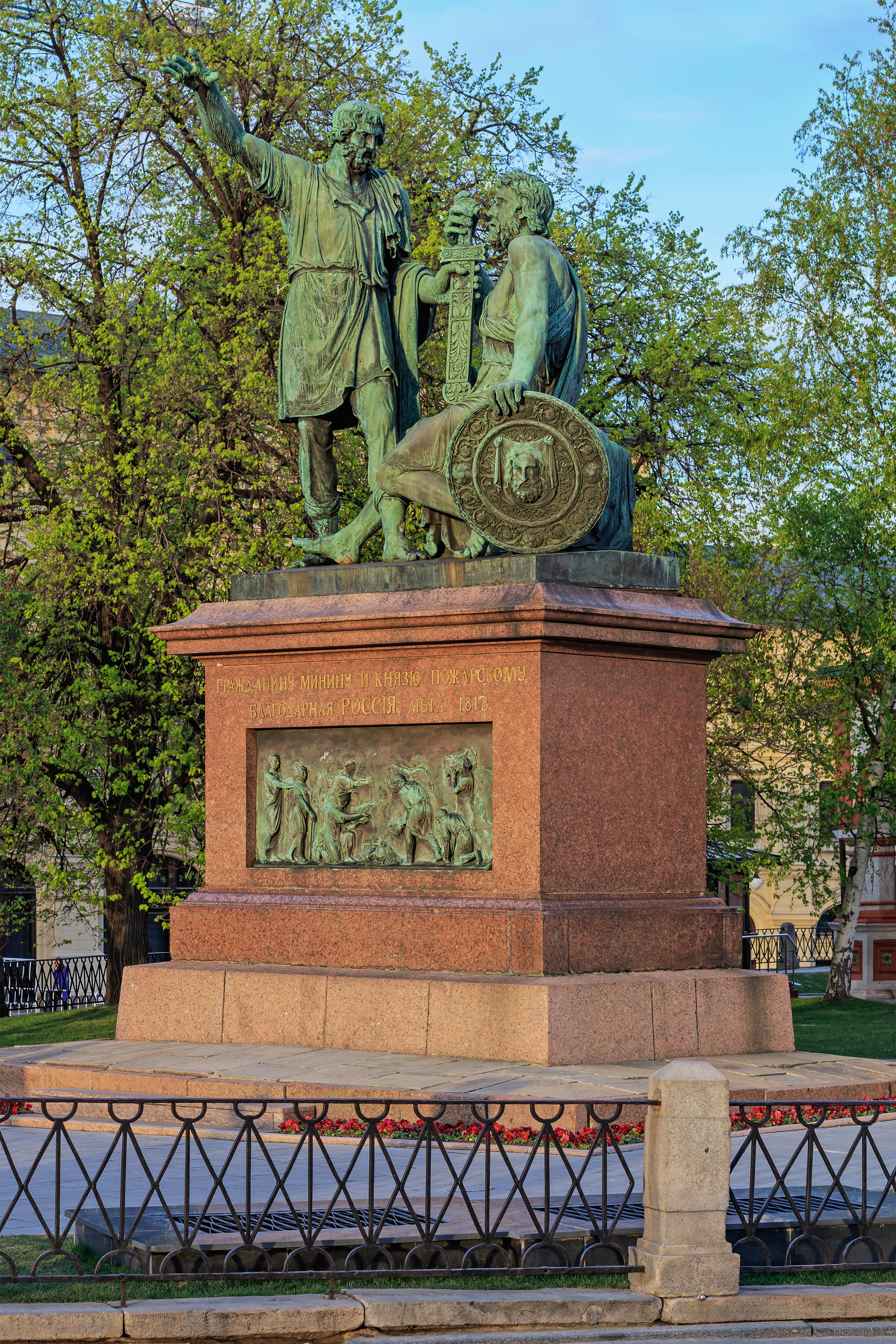
Pomnik Minina i Pożarskiego na Placu Czerwonym w Moskwie

Dmitrij Michajłowicz Pożarski (ros. Дмитрий Михайлович Пожарский; ur. 17 października 1577, zm. 30 kwietnia 1642) – kniaź z rodu Rurykowiczów, przywódca powstania ludowego, które wyparło wojska polsko-litewskie z Rosji, w czasie wojny polsko-rosyjskiej (1609–1618).

## Życiorys
W 1598 wziął udział w obradach Soboru Ziemskiego, który wyniósł na tron carski Borysa Godunowa. Jako stolnik wziął udział w 1608 w obronie Kołomny w czasie dymitriad. W tym samym roku rozbił powstańców Iwana Bołotnikowa. W 1610 bronił Zarajska przed oddziałami Dymitra Samozwańca II. 
29 marca 1611 stanął na czele powstania przeciwko polskim załogom okupującym Moskwę. 30 marca niespodziewanie zaatakowany przez wypad husarii pod dowództwem rotmistrza Samuela Dunikowskiego, został ciężko ranny. 
Jesienią 1611 stanął na czele sformowanej w Niżnym Nowogrodzie armii powstańczej Kuźmy Minina. Przez pół roku oblegał polską załogę Jarosławla. 
We wrześniu 1612 w dwudniowej bitwie na przedpolach Moskwy przeszkodził odsieczy wojsk polsko-litewskich hetmana wielkiego litewskiego Jana Karola Chodkiewicza, które próbowały dostarczyć żywność polskiej załodze obleganego Kremla.
W uznaniu zasług mianowany bojarem. W 1615 przeprowadził działania zaczepne przeciwko lisowczykom. W grudniu 1617 pobity pod Kaługą przez lisowczyków pułkownika Stanisława Czaplińskiego. W 1618 jego oddział został kompletnie rozbity przez wojska polskie pod wodzą królewicza Władysława atakujące Moskwę. W czasie wojny polsko-rosyjskiej (1632–1634) przydzielony do mniej ważnych działań militarnych wojsk rosyjskich. 
Pełnił wiele funkcji w administracji rosyjskiej. W 1619 został szefem prikazu transportu, w latach 1621–1628 kierował prikazem policji i prikazem sądów moskiewskich w latach 1637 i 1640–1642.
Jego postać stała się symbolem narodowym w historii Rosji, a rocznica zwycięstwa powstania Pożarskiego w 1612 jest od niedawna obchodzona jako rosyjskie święto narodowe pod nazwą Dzień Jedności Narodowej.